# Ann Carter
Ann Carter (Syracuse, 16 giugno 1936 – North Bend, 27 gennaio 2014) è stata un'attrice statunitense, attiva come attrice bambina tra il 1941 e il 1949, e nota soprattutto per il suo ruolo nel film Il giardino delle streghe (1944).

## Biografia

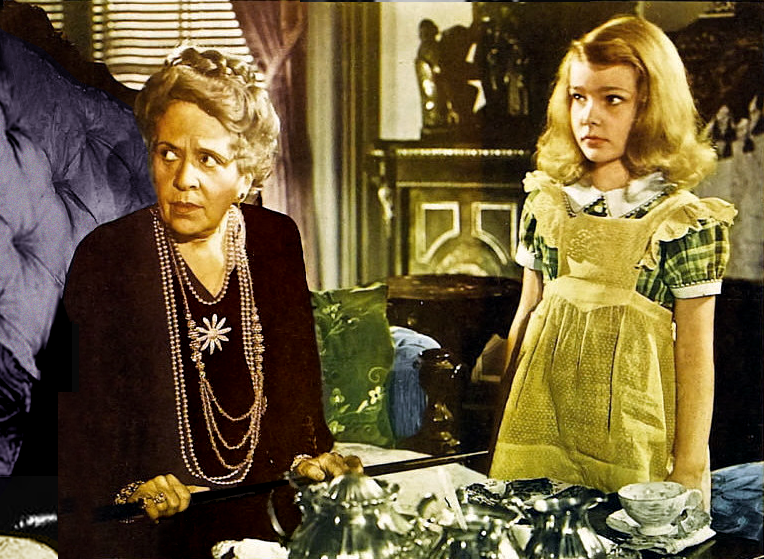
Ann Carter (a destra) con Julia Dean nel film Il giardino delle streghe (1944)

Nata a Syracuse nel 1936, per motivi di salute, all'età di tre anni, si trasferisce con la madre a Palm Springs, mentre il padre, lavorando alla Chrysler, divide i suoi impegni tra la California e il Michigan. Ann è posta all'attenzione del produttore Herbert Brenon che le fa avere una prima piccola parte (non accreditata) nel western L'ultimo eroe (1941). Ann si fa notare anche nella scena finale del film Ho sposato una strega (1942) con Veronica Lake e Fredric March e nel film di guerra Uragano all'alba (1942) con Paul Muni. 
Il suo primo ruolo di rilievo è in un altro film di guerra, Fuoco a oriente (1943), ma la grande occasione, nel film per il quale è maggiorante ricordata, arriva con il ruolo da protagonista in Il giardino delle streghe (1944), in cui interpreta il ruolo di una bambina la cui sensibilità la mette in contatto in modo simpatetico con il mondo del soprannaturale e delle persone defunte. Ann apre un filone che sarà da allora ripercorso con successo da altri attori bambini e raggiungerà il suo culmine ne The Sixth Sense - Il sesto senso (1999) con Haley Joel Osment. 
Dopo il successo ottenuto, interpreta altri ruoli significativi, tra cui quello della figlia di Humphrey Bogart nel film La seconda signora Carroll (1947, ma girato nel 1945), per il quale riceve un Critics Award. Lavora molto alla radio nella serie Lux Radio Theatre, incluso un adattamento de  La casa dei nostri sogni con Cary Grant. Con Bing Crosby è nel cast de La corte di re Artù (1949).
La sua carriera è bruscamente interrotta nel 1948, quando contrae la poliomielite. Seguono anni difficili di convalescenza e riabilitazione prima che riesca a sconfiggere la malattia. Si iscrive all'Occidental College a Los Angeles e decide - contrariamente alle attese della madre e del suo agente - di abbandonare il mondo dello spettacolo per dedicarsi da allora in poi all'insegnamento nella scuola. 
Si sposa nel 1957 con Crosby Newton, dal quale ha tre figli. Negli anni Ottanta si trasferisce con il marito a Seattle. Lasciata la scuola per dedicarsi alla cura dei nipotini, nel 2007 torna davanti alla macchina da presa in un documentario sulla vita di Val Lewton (Val Lewton: The Man in the Shadows), produttore del film che più l'ha resa famosa. Nel 2008 è intervistata da Tom Weaver nel libro I Talked with a Zombie: Interviews With 23 Veterans of Horror and Sci-fi Films and Television (McFarland & Co., 2008).
Muore nel 2014 di cancro a North Bend (Washington) all'età di 77 anni.

## Premi e riconoscimenti
- Young Hollywood Hall of Fame, 1940's

## Filmografia
- L'ultimo eroe (Last of the Duanes), regia di James Tinling (1941) - non accreditata
- Ho sposato una strega (I Married a Witch), regia di René Clair (1942) - non accreditata
- Uragano all'alba (Commandos Strike at Dawn), regia di John Farrow (1942) - non accreditata
- Fuoco a oriente (The North Star), regia di Lewis Milestone (1943)
- Il giardino delle streghe (The Curse of the Cat People), regia di Gunther von Fritsch e Robert Wise (1944)
- Il grande silenzio (And Now Tomorrow), regia di Irving Pichel (1944) - non accreditata
- Bionda incendiaria (Incendiary Blonde), regia di George Marshall (1944) - non accreditata
- Il virginiano (The Virginian), regia di Stuart Gilmore (1946) - non accreditata
- The Searching Wind, regia di William Dieterle (1946)
- Child of Divorce , regia di Richard Fleischer (1946)
- L'America dei Dorsey (The Fabulous Dorseys), regia di Alfred E. Green (1947) - non accreditata
- La seconda signora Carroll (The Two Mrs. Carrolls), regia di Peter Godfrey (1947)
- Canto d'amore (Song of Love), regia di Clarence Brown (1947)
- Ruthless, regia di Edgar G. Ulmer (1948)
- Il ragazzo dai capelli verdi (The Boy with Green Hair), regia di Joseph Losey (1948) - non accreditata
- La corte di re Artù (A Connecticut Yankee in King Arthur's Court), regia di David Butler (1949)
- Blondie Hits the Jackpot, regia di Edward Bernds (1949)
- Il membro del matrimonio (The Member of the Wedding), regia di Fred Zinnemann (1952) - non accreditata

## Doppiatrici italiane
- Barbara De Bortoli nel ridoppiaggio di Il giardino delle streghe